# Região Geográfica Imediata de Campo Belo

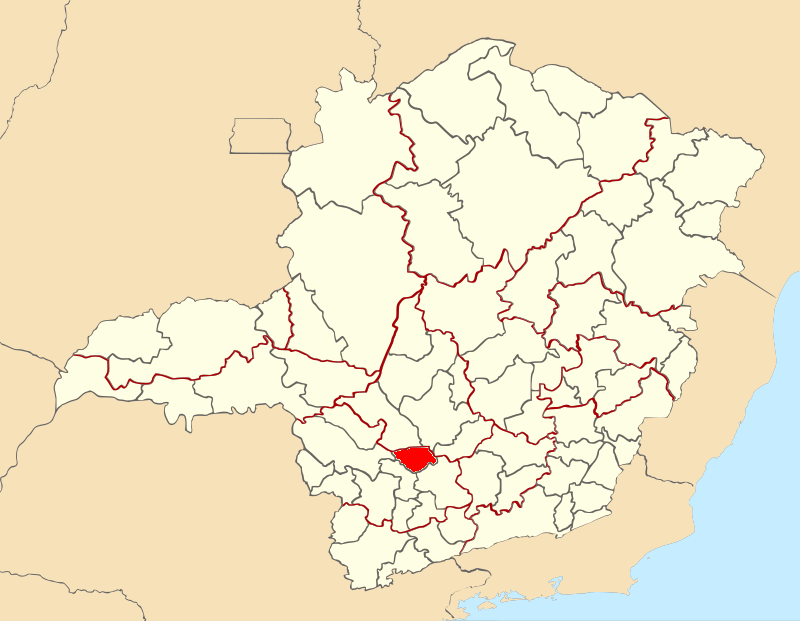
Região Geográfica Imediata de Campo Belo.

A Região Geográfica Imediata de Campo Belo é uma das 70 regiões geográficas imediatas do Estado de Minas Gerais, uma das dez regiões geográficas imediatas que compõem a Região Geográfica Intermediária de Varginha e uma das 509 regiões geográficas imediatas do Brasil, criadas pelo IBGE em 2017.

## Municípios
É composta por 5 municípios:
- Aguanil

- Campo Belo

- Candeias

- Cristais

- Santana do Jacaré

## Estatísticas
Tem uma população estimada pelo IBGE para 1.º de julho de 2017 de 90 664 habitantes e área total de 2 215,431 km².